# James MacDonough
James MacDonough, født 3. april 1970 i Jacksonville, Florida, er en amerikansk bassist. Han var thrash-gruppen Megadeths bassist i perioden 2004-2006, og blev derefter afløst af James LoMenzo. MacDonough spillede bas i Iced Earth fra 1996 til 2000 og igen fra 2002 til 2004, samt i Nevermore 2006.